# Carruço
Rui Carruço (Lisboa, 19 de janeiro de 1976) é um artista plástico português.
Seguiu uma vida académica ligada às ciências exactas, acabando por decidir ligá-las à pintura. Iniciou-se como autodidata, passando a encarar a pintura como atividade organizada a partir de 1998.
Em 2000 frequentou o curso de desenho da Sociedade Nacional de Belas Artes de Lisboa e, em 2003, o Curso de Gravura da Cooperativa de Gravadores Portugueses, assim como vários ateliês de artistas plásticos. Em 2004, frequentou o curso de Técnicas de Pintura Renascentista da Angel Academy of Arts em Florença e, em 2005, o curso de escultura em pedra no Centro Internacional de Escultura, em Pêro Pinheiro.
A produção artística de Carruço caracteriza-se por diferentes estilos, enquadrando-se recentemente numa nova corrente que designou de sinuosismo, inspirada nos saberes científicos do espaço-tempo curvo, do movimento perpétuo e outras inspirações da área da Física.
Em 2013, foi co-fundador do Atelier Internacional de Belas Artes, onde leciona workshops de pintura.
Encontra-se representado em várias coleções públicas, entre as quais a da Embaixada de Portugal na Polónia, o Lisboa Carmo Hotel, a Câmara Municipal de Sintra, a Câmara Municipal da Lourinhã, e a Fundação Oureana da Cultura, assim como diversas colecções particulares. Realizou também várias exposições colectivas e individuais em várias partes do mundo.
Em fevereiro de 2020, expôs na galeria Welcome to Art, na Embaixada do Príncipe Real, juntamente com Rogério Timóteo, com o tema "A materialidade da imaterialidade".
Em outubro de 2020 prepara a exposição “Inquietude do Ser”, no Casino Estoril, que ficará patente ao público entre 17 desse mês e 10 de novembro.

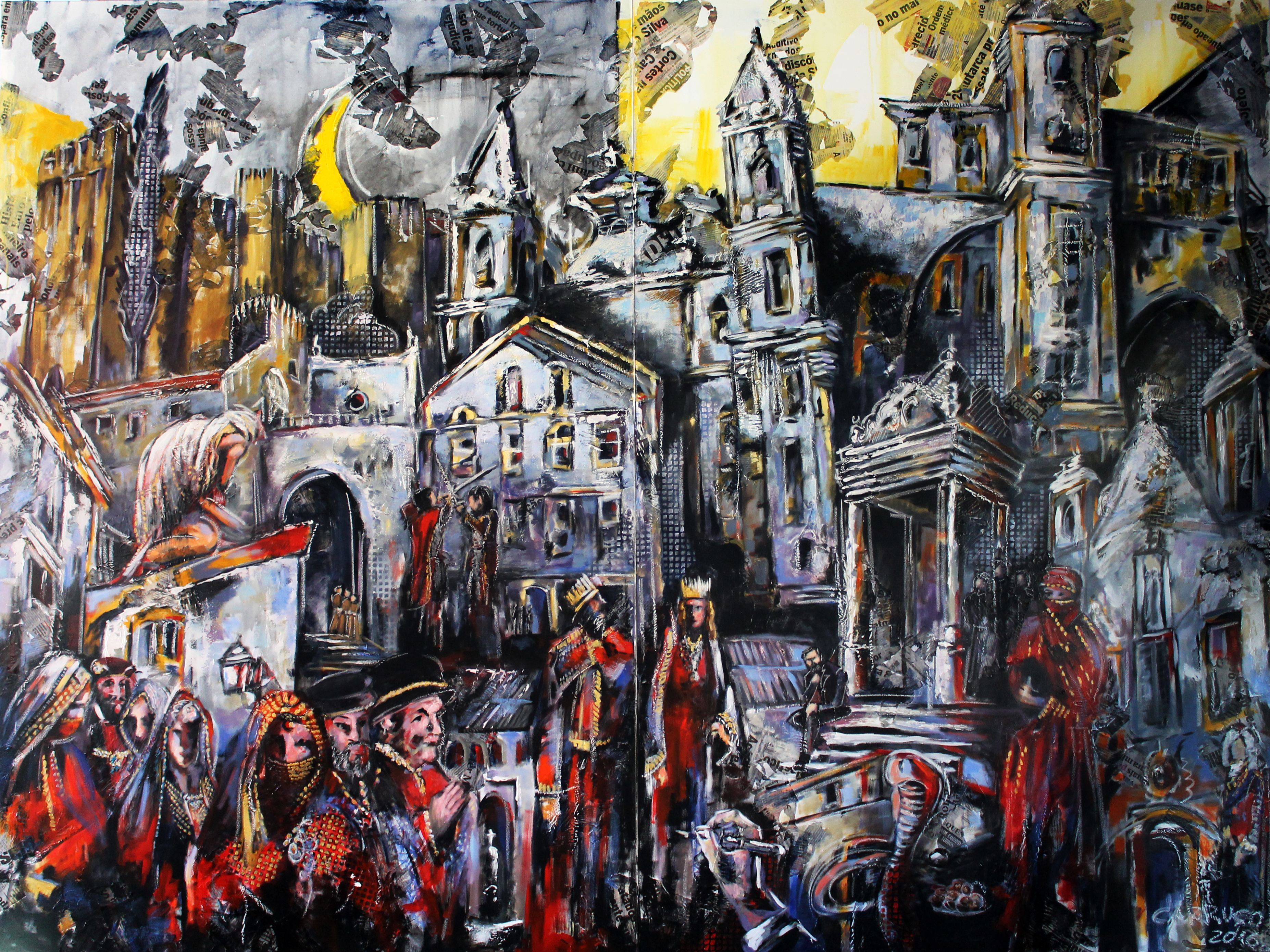
"Portalegre"
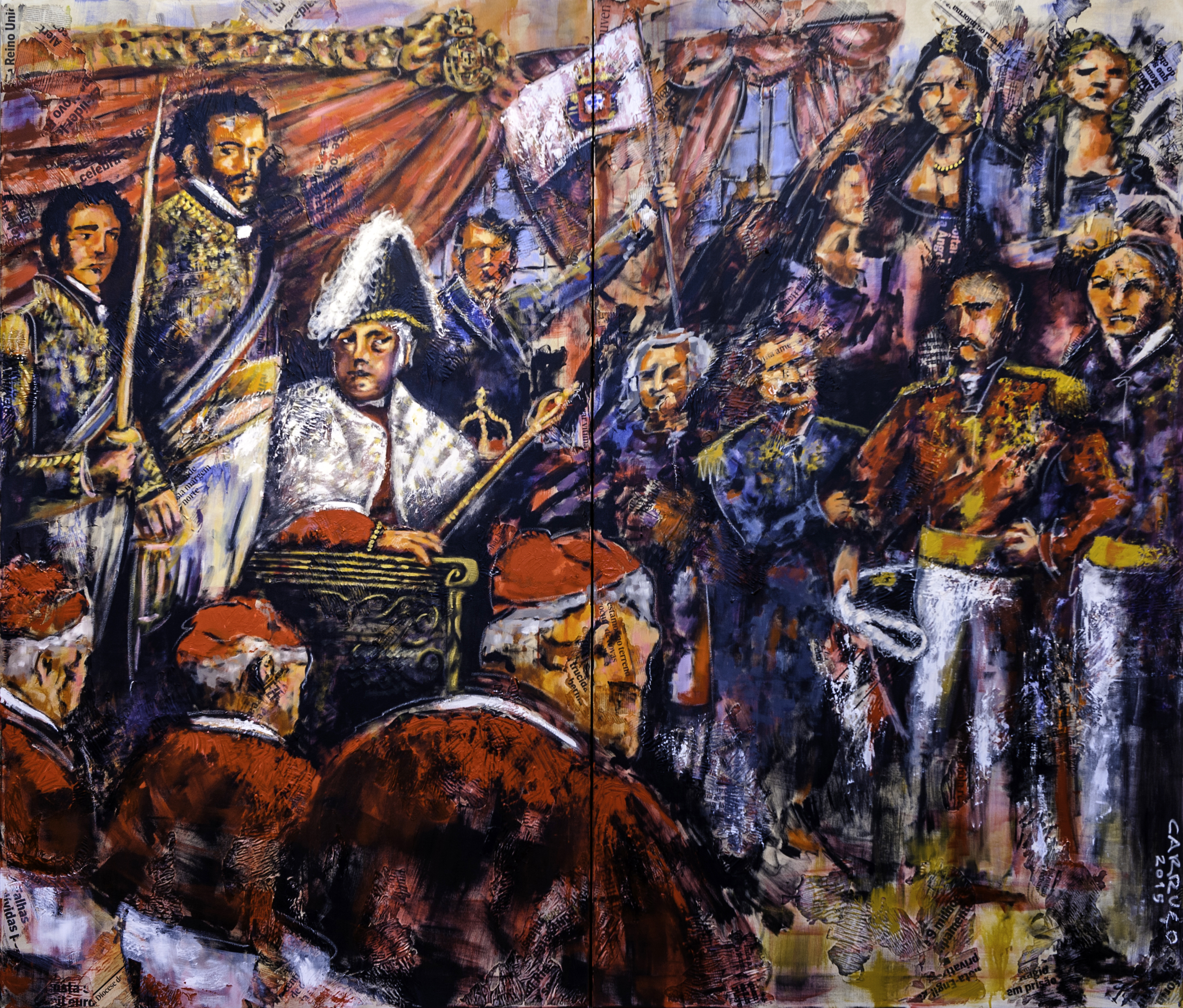
"Reino Unido de Portugal, Brasil e Algarves"
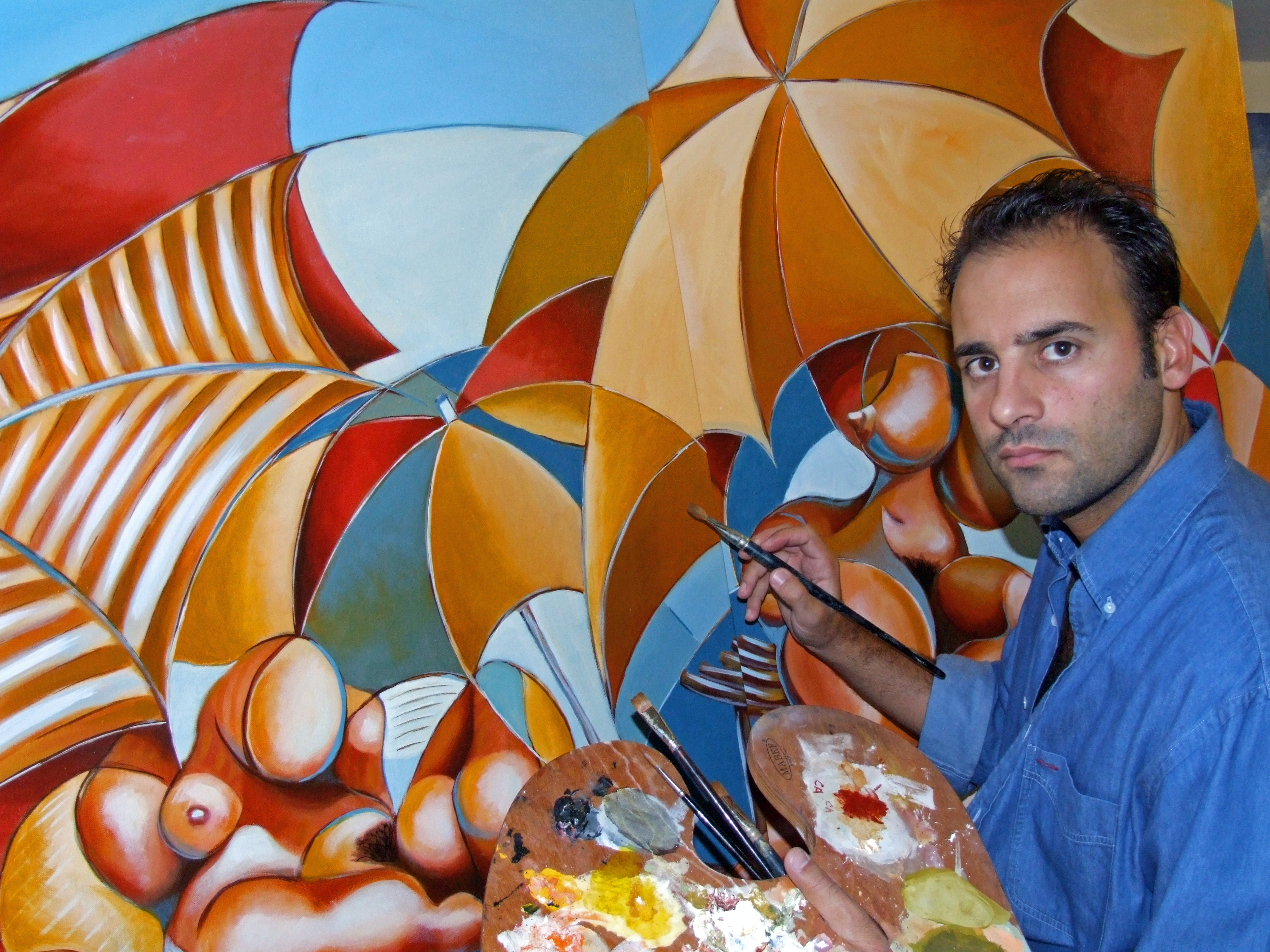
Autoretrato de Carruço pintando